# Ali Khalafalla
Ne doit pas être confondu avec Aly Khala Falah.
Ali Khalafalla (en arabe : على خلف الله), né le 13 mai 1996 au Caire, est un nageur égyptien.

## Carrière
Ali Khalafalla participe aux Jeux olympiques d'été de 2016 à Rio de Janeiro, sans atteindre de finale.
Aux Championnats d'Afrique de natation 2018 à Alger, Ali Khalafalla est médaillé d'or du 50 mètres nage libre, du 4 x 100 mètres nage libre, du 4 x 100 mètres quatre nages et du 4 x 100 mètres nage libre mixte, médaillé d'argent du 100 mètres nage libre et du 50 mètres papillon ainsi que médaillé de bronze du 100 mètres dos. Cette même année, il est médaillé de bronze du 50 mètres nage libre aux Jeux méditerranéens à Tarragone.
Aux Jeux africains de 2019 à Rabat, il est médaillé d'or du 50 mètres nage libre et médaillé d'argent du 100 mètres nage libre, du 50 mètres papillon, du relais 4 × 100 mètres nage libre, du relais 4 × 100 mètres quatre nages, du relais 4 × 100 mètres quatre nages mixte ainsi que du relais 4 × 100 mètres nage libre mixte.
Il participe aux Jeux olympiques d'été de 2020 à Tokyo, sans atteindre de finale.
Il remporte aux Championnats d'Afrique de natation 2021 à Accra la médaille d'or sur 50 mètres nage libre, sur 4 x 100 mètres quatre nages et sur 4 x 100 mètres nage libre et la médaille d'argent sur 50 mètres papillon et sur 4 x 100 mètres nage libre mixte.
Aux Jeux africains de 2023 à Accra, il est médaillé d'or du 50 mètres nage libre et du 50 mètres papillon, et médaillé d'argent du relais 4 × 100 mètres nage libre mixte.